# Monte Kaya
Il monte Kaya (茅ヶ岳?, Kayagatake) è situato nella prefettura di Yamanashi, Giappone.

## Storia

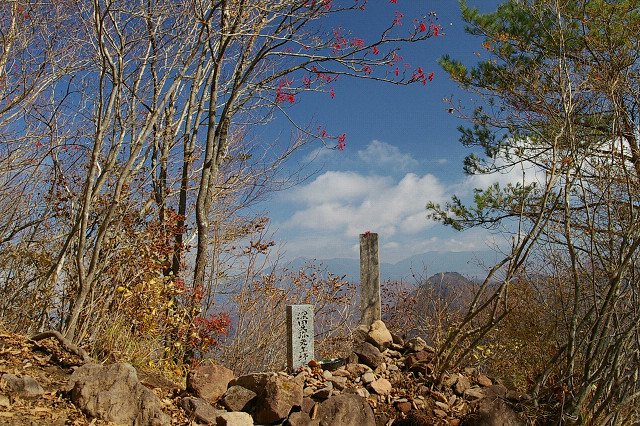
Monumento funebre dedicato a Fukada sul monte Kaya.

Il 21 marzo 1971 vi morì l'alpinista e scrittore Kyūya Fukada, ucciso da un'emorragia cerebrale nei pressi della vetta del monte.